# Apple iSight

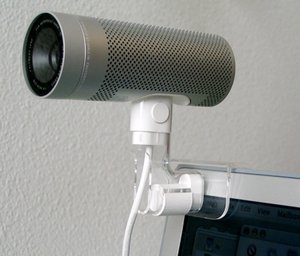
iSight an einem PowerBook G4 (Die Halterung ist auf diesem Bild verkehrt herum angebracht und sollte eigentlich hinter dem Bildschirm versteckt sein)

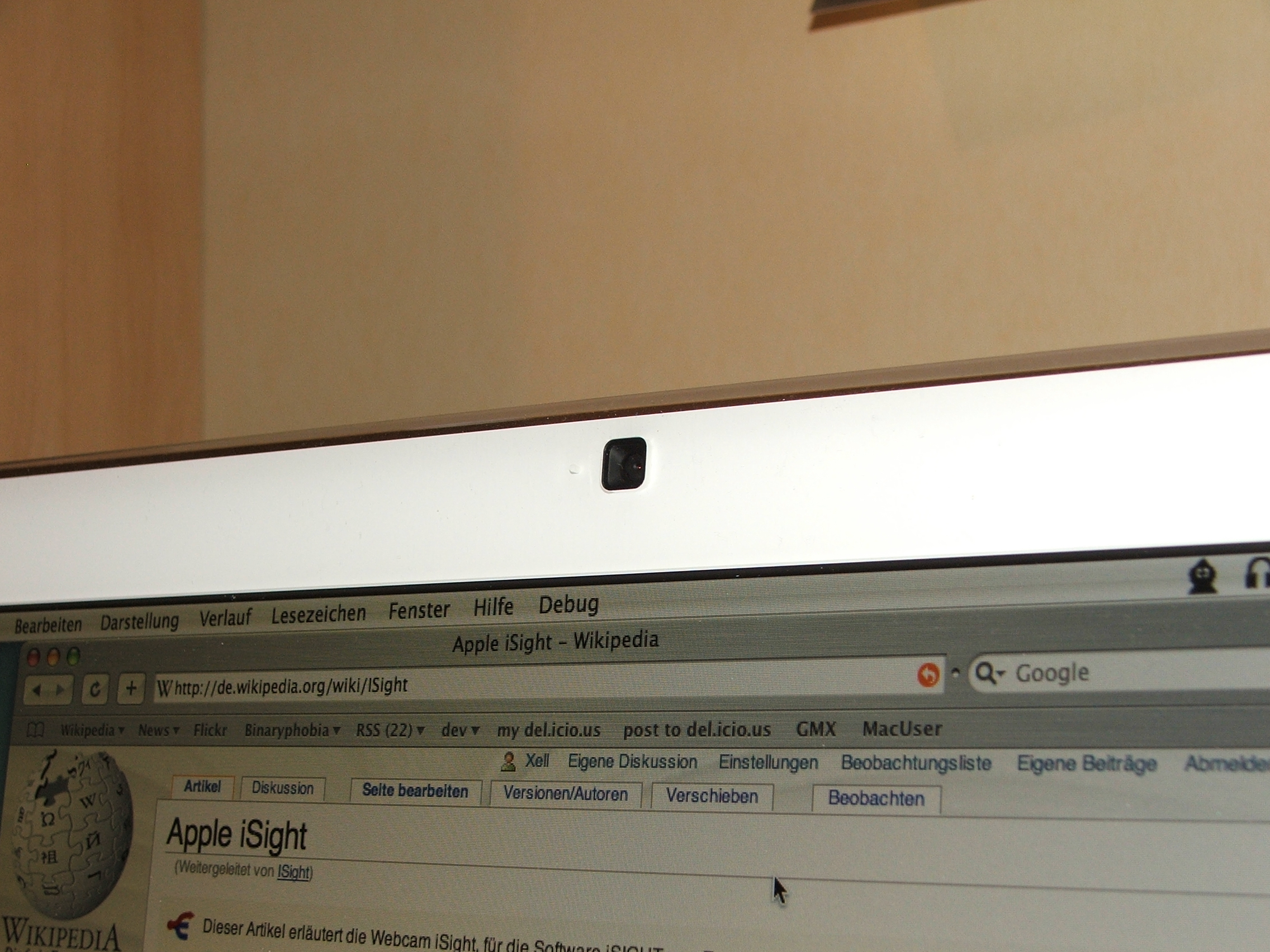
iSight, in einen iMac integriert

iSight ist eine Webcam des Computerherstellers Apple. Sie wurde erstmals am 23. Juni 2003 zusammen mit einer passenden Videokonferenz- und Chat-Software namens iChat AV auf der Worldwide Developers Conference vorgestellt. Im Juni 2006 wurde die erste Generation der Kamera in Deutschland aus dem Handel genommen.

## Technik
Die erste Generation der Kamera besitzt einen 1/4"-Farb-CCD-Bildsensor mit VGA-Auflösung (640×480 Pixel) und 24-Bit-Farbspektrum. Sie hebt sich von den meisten Webcams durch die eingebaute Autofokusfunktion im Bereich von 50 Millimeter bis unendlich ab. Zudem besitzt die iSight ein drei-teiliges Objektiv aus zwei asphärischen Linsen mit einem Sichtwinkel von 54,3° und einer Blendenzahl von 2,8. Darüber hinaus hat sie ein eingebautes Voll-Duplex-Richtmikrofon mit Nebengeräuschunterdrückung. Das Gerät kann bei voller Auflösung bis zu 30 Einzelbilder pro Sekunde (30 fps) liefern. Der Anschluss an einen Mac erfolgt über FireWire. Die Kamera besitzt ein Gehäuse aus einer Aluminiumlegierung, wiegt ohne Halterung 63,8 Gramm und lässt sich sowohl drehen als auch neigen. Auf der Oberseite des Gehäuses befindet sich eine grüne Aufnahme-LED, an der sich erkennen lässt, ob die Kamera aktiv ist. Zum sicheren Schutz der Privatsphäre kann man mit einem Dreh am vorderen Objektivring die Kamera abschalten und komplett verdecken. Auffällig ist, dass die Kamera im Betrieb sehr warm wird. Daraus resultierende Probleme sind zwar nicht bekannt, Apple rät jedoch dazu, eine Umgebungstemperatur von weniger als 35 Grad Celsius sicherzustellen. Sie wurde von Apple für die Verwendung mit der Chatsoftware iChat AV entwickelt.
Das Design der Kamera stammt von Apple in Kalifornien.
Bei den folgenden Generationen des Modells wurde die Kamera in das Bildschirmgehäuse des Apple-Gerätes eingebaut. Des Weiteren wurden diese Modelle technisch weiterentwickelt.

## Zubehör
Die Kamera wird zusammen mit einem Kunststoff-Schutzbehälter für selbige, einem weißen FireWire-Kabel von etwa 1,5 Meter Länge sowie vier Halterungen ausgeliefert. Mit diesen kann man das Gerät an verschiedenen Monitoren befestigen oder auf einer horizontalen Fläche abstellen. Durch den eingeschränkten Neigungswinkel nach oben kann man sie nur bedingt auf dem Tisch stehend einsetzen.

## Betriebssysteme
Die iSight funktioniert außer mit Macs auch mit Windows- und Linux-PCs mit FireWire-Anschluss. Unter Windows reicht der in Windows XP eingebaute generische IEEE1394-WDM-Treiber von Microsoft, für Linux wird die libdc1394-Bibliothek benötigt. Beide Betriebssysteme können derzeit aber noch nicht mit dem eingebauten Mikrofon umgehen, für Linux existiert jedoch bereits ein Ansatz.
Somit ist es auch Nicht-Mac-Besitzern möglich, die iSight mit Videotelefonie-Programmen zu benutzen. Verschiedene Kamera-Parameter wie beispielsweise Helligkeit, Kontrast, Farbe und Fokus lassen sich mit der Open-Source-Software Coriander dabei auch manuell einstellen. Ähnliches ist mit dem Plugin iGlasses auch bei der Verwendung von iChat AV möglich.

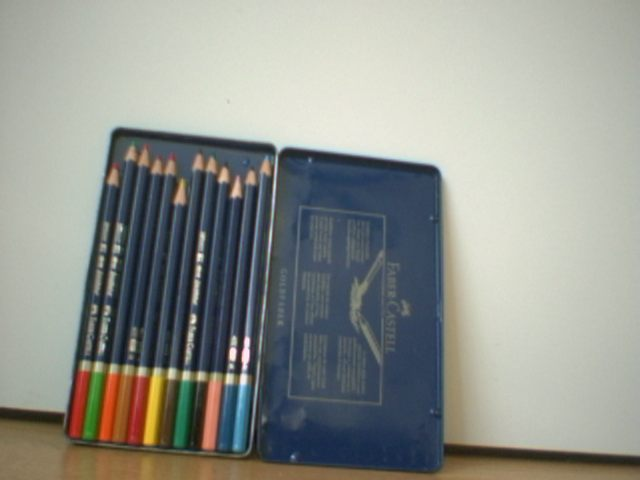
Testfoto einer iSight-Kamera

## Vergleiche/Tests
Das Computermagazin c't testete in der Ausgabe 22/2003 mehrere Webcams unterschiedlicher Hersteller und bescheinigte der iSight „hervorragende technische Leistungen“. Weiterhin wird die hohe Bildwiederholrate gelobt: „Dank FireWire übermittelt die Apple-Kamera souverän durchweg 30 fps, unabhängig von den Beleuchtungsverhältnissen. Selbst bei 640×480 Pixeln rauschen zwischen 29 und 30 Bilder pro Sekunde über den Draht.“ Ebenso wie der vergleichsweise hohe Anschaffungspreis wird allerdings auch der „etwas übereifrige automatische Weißabgleich“ kritisiert. Als einzige Kamera im Test hat die iSight einen Autofokus. Der Artikel macht keine Angabe zur Firmware des verwendeten Modells – man kann jedoch davon ausgehen, dass die Tester eine Kamera mit der Version 1.0 untersucht haben, da die entsprechende Ausgabe des Magazins am 22. Oktober 2003 erschienen ist, Aktualisierungen aber erst später verfügbar wurden.

## Integration in Apple-Produkte
Nachdem bereits in der letzten iMac G5 Revision eine iSight-Kamera integriert wurde, wurden im Zuge des Wechsels zur Intel-x86-Plattform in alle Geräte mit Bildschirm als iSight vermarktete Kameras integriert.
Somit verfügen nun folgende Modelle über eine „iSight“-Kamera:
- MacBook, ältere MacBook Air und ältere MacBook Pro
- iMac G5, iMac Core Duo und iMac Core 2 Duo
- LED Cinema Display
- iPad (ab zweite Generation)
- iPhone (ab vierte Generation)
- iPod touch (ab vierte Generation)[2]

Seit längerem sind „iSight“-Kameras vor allem in iPod touch, iPhone und iPad als Hauptkamera verbaut. Die Webcam heißt in den iOS- und Mac-Geräten nun FaceTime-HD-Kamera.